# Otavaloa angotero
Otavaloa angotero là một loài nhện trong họ Pholcidae. Loài này được phát hiện ở Colombia, Ecuador và Peru. Loài này là loài điển hình của chi Otavaloa.